# Estadi Artemio Franchi
|  | Aquest article tracta sobre l'estadi de Florència. Vegeu-ne altres significats a «Artemio Franchi (desambiguació)». |

L'Estadi Artemio Franchi és el principal estadi futbolístic de la ciutat de Florència.
L'estadi va ser inaugurat el 13 de setembre de 1931 per a hostatjar els partits de la Fiorentina, i gràcies a la contribució de Luigi Ridolfi. L'estadi va substituir el camp de la Via Bellini. El primer partit disputat va ser contra l'Admira Viena. Va ser construït en època feixista per l'arquitecte Pier Luigi Nervi amb el nom de Stadio Giovanni Berta, nom d'un jove màrtir feixista florentí. Després de la guerra va ser rebatejat com Estadio Comunale. El 1983 va ser rebatejat amb l'actual nom de Stadio Artemio Franchi en honor del dirigent de la Fiorentina i ex president de la UEFA, mort aquell any en accident de trànsit. Fou remodelat i ampliat amb motiu del Mundial d'Itàlia 1990 i més tard el 2013.
És propietat de l'ajuntament de Florència i seu de l'A.C.F. Fiorentina. L'estadi té una capacitat de 47.400 espectadors i unes dimensions de 105x68 m.

## Partits disputats de la Copa del món
S'hi ha disputat sis partits de la Copa del Món de Futbol:
- Itàlia 1934:
  - Alemanya - Bèlgica 5-2
  - Itàlia - Espanya 1-1
  - Itàlia - Espanya 1-0
- Itàlia 1990:
  - Estats Units - Txecoslovàquia 1-5
  - Txecoslovàquia - Àustria 0-1
  - Àustria - Estats Units 2-1

L'estadi també ha estat seu de partit de rugbi, disputant-hi partits de al selecció italiana.